# Emil Rödiger
Emil Rödiger (* 13. Oktober 1801 in Sangerhausen; † 15. Juni 1874 in Berlin) war ein deutscher Orientalist und Semitist.

## Leben
Rödiger studierte nach dem Abitur ab 1821 Theologie und Orientalistik an der Universität Halle. Nach seiner Promotion im Jahr 1826 (Dr. phil.) erwarb er 1828 an der theologischen Fakultät den akademischen Titel Lic. theol. mit einer Arbeit, in der er die Abstammung der arabischen Übersetzung der historischen Bücher des Alten Testaments von der alexandrinischen bestritt. 1830 wurde er außerordentlicher und 1835 ordentlicher Professor für orientalische Sprachen an der Universität Halle und ab 1860 an der Berliner Universität. 1864 wurde er zum ordentlichen Mitglied der Preußischen Akademie der Wissenschaften gewählt. Die Russische Akademie der Wissenschaften in Sankt Petersburg nahm ihn 1867 als korrespondierendes Mitglied auf.

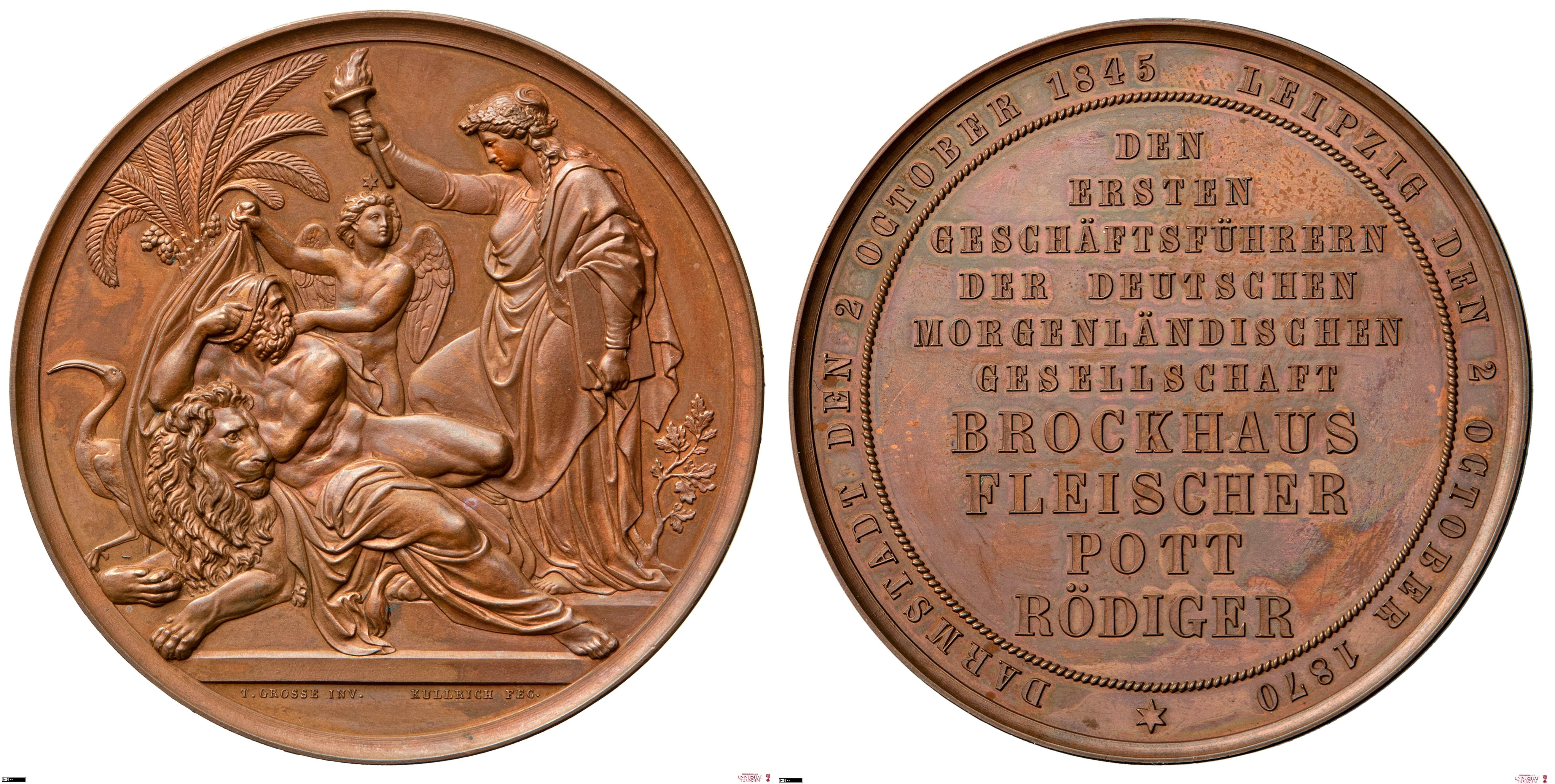
Medaille zu Ehren von Hermann Brockhaus, Heinrich Leberecht Fleischer, August Friedrich Pott und Emil Roediger, 1870

Nach dem Tod von Wilhelm Gesenius stellte er dessen Thesaurus Linguae Hebraicae fertig und gab die Hebräische Grammatik in weiteren Auflagen bis 1874 heraus. Wichtige Beiträge leistete er auf dem Gebiet der semitischen Paläografie. Rödiger publizierte neben Büchern zahlreiche Beiträge in der seit 1847 erscheinenden Zeitschrift der Deutschen Morgenländischen Gesellschaft.
1870 erhielt Rödiger eine Medaille zusammen mit seinen Kollegen Hermann Brockhaus, August Friedrich Pott und Heinrich Leberecht Fleischer anlässlich des 25-jährigen Bestehens der Deutschen Morgenländischen Gesellschaft, deren erste Geschäftsführer die Geehrten gewesen waren.
Rödigers Sohn war der Bibliothekar Johannes Roediger.

## Mitgliedschaften
Emil Rödiger war Mitglied der Deutschen Morgenländischen Gesellschaft.

## Werke (Auswahl)
- Commentatio qua vulgata opinio de interpretatione Arabica librorum V. T. historicorum ex Graeca Alexandrina ducta refutatu. Hendel, Halle 1828. (Digitalisat)
- De origine et indole arabicae librorum V. T. historicorum interpretatione libri duo. Kümmel, Halle 1839. (Digitalisat)
- Versuch über die himjaritischen Schriftmonumente. Waisenhaus, Halle 1841. (Digitalisat)
- Ueber einen in Phönicien gefundenen geschnittenen Stein. In: Zeitschrift der Deutschen Morgenländischen Gesellschaft, Band 3. 1849. S. 243–244 (Digitalisat).
- Bemerkungen über die phönikische Inschrift eines am 19. Januar 1855 nahe bei Sidon gefundenen Königs-Sarkophag's. In: Zeitschrift der Deutschen Morgenländischen Gesellschaft, Band 9. 1855. S. 647–659 (Digitalisat).
- Ueber einen Helm mit arabischen Inschriften. In: Zeitschrift der Deutschen Morgenländischen Gesellschaft, Band 12. 1858. S. 300–304 (Digitalisat).
- Mittheilungen zur Handschriftenkunde: 1. Ueber die orientalischen Handschriften aus Étienne Quamtremè's Nachlass in München. In: Zeitschrift der Deutschen Morgenländischen Gesellschaft, Band 13. 1859. S. 219–238 (Digitalisat).
- Mittheilungen zur Handschriftenkunde: 2. Ueber ein Koran-Fragment in hebräischer Schrift, Hs. der D. Morgenl. Gesellschaft. In: Zeitschrift der Deutschen Morgenländischen Gesellschaft, Band 14. 1860. S. 485–501 (Digitalisat).
- Schlussbemerkung über die samaritanischen Inschriften. In: Zeitschrift der Deutschen Morgenländischen Gesellschaft, Band 14. 1860. S. 632–634 (Digitalisat).
- Chrestomathia Syriaca quam glossario et tabulis grammaticis explanavit. Waisenhaus, Halle 1892. (Digitalisat)